# Pont-de-Buis-lès-Quimerch
Pont-de-Buis-lès-Quimerch è un comune francese di 3 988 abitanti situato nel dipartimento del Finistère nella regione della Bretagna.

## Società

### Evoluzione demografica
Abitanti censiti